# Bliesgau
Bliesgau er en region i delstaten Saarland i det sydvestlige Tyskland og grænser op til Frankrig. Den er opkaldt efter floden Blies, som er en biflod til Saar.
Blieskastel er den vigtigste by i distriktet. Andre byer i området omfatter Gersheim, Mandelbachtal og Wolfersheim . Regionen udgør en del af den større geologiske zone Muschelkalk.
Historisk set er distriktet første gang registreret i det syvende århundrede, da det udgjorde en del af bisperådet i Metz, sammen med nabolandet Sankt Ingbert. Det blev regeret af grever af Bliesgau.

## Bliesgau biosfærereservat
Distriktet Einöd er en del af biosfærereservatet Bliesgau, Arkiveret 2. oktober 2023 hos  Wayback Machine hvor Pfänderbachtal i Einöd danner en kernezone på 45 hektar. Regionen er et fristed for mange sjældne dyre- og plantearter såsom den kirkeugle, bæver, rød glente, firbenorkidé (el. øgleorkidé?) og liden skjaller. Næsten halvdelen af alle typer orkideer, der forekommer i Tyskland, kan findes her, på de store, halvtørre græsarealer, der dækker formationer af kalksten. I årenes løb er området blevet yngleplads for storke og reder med unge fugle kan observeres. I visse perioder kan dusinvis af storke observeres i luften eller på jorden.
Bliesgau ligger i det sydøstlige hjørne af Saarland, der grænser op til Frankrig og Rheinland-Pfalz. Det er et område med enestående naturskønhed og kulturel rigdom. Området er præget af brede engplantager, bøgelunde og Blies-flodens imponerende englandskab. På grund af dets maleriske landskab omtales det ofte som "Toscana i Saarland".  Den 26. maj 2009 blev Bliesgau anerkendt af UNESCO som et tysk biosfærereservat.

### Naturreservater
For naturområdet Bliesgau er der udpeget flere naturreservater. Blandt de særligt beskyttelsesværdige biotoptyper kan nævnes: Kalkholdigt halvtørt græsland, varmeelskende buske, enge og orkidé-bøgeskov.

## Galleri
- Landskab i Bliesgau ved Böckweiler
- Scabiosa sommerfugl
- Orchideeng ved Gersheim
- Varmt kalkholdigt tørt græsareal er foretrukne Himantoglossum hircinum (de) (Himantoglossum hircinum)
- Økologisk uddannelsescenter i Spohns Haus
- Haus Lochfeld med Bliesgaulandskab
- Landskab mellem Blickweiler og Wolfersheim
- Udsigt fra Hölschberg ved Biesingen i Bliesgau
- Thüringer skovged i Bliesgau
- Kelto-romisk udgravningsområde i Reinheim
- St. Markuskirken i Reinheim
- Kirke med rundt tårn i Bebelsheim
- Orangerie (rester af det oprindelige slotsanlæg) i Blieskastel